# Rio Rita (film din 1942)
Rio Rita este un film de comedie și dragoste american din 1942 regizat de S. Sylvan Simon. În rolurile principale joacă actorii Bud Abbott, Lou Costello și Kathryn Grayson.

## Distribuție
- Bud Abbott ca Doc
- Lou Costello ca Wishy
- Kathryn Grayson ca Rita Winslow
- John Carroll ca Ricardo Montera
- Patricia Dane ca Lucette Montera
- Tom Conway ca Maurice Craindall
- Peter Whitney ca Jake
- Barry Nelson ca Harry Gantley
- Arthur Space ca Trask
- Dick Rich ca Gus
- Eva Pyig ca Marianna
- Joan Valerie ca Dotty
- Mitchell Lewis ca Julio
- Eros Volúsia ca Herself
- Norman Abbott ca Hotel Laundry Boy
- King Baggot ca Hotel Guest